# 矢指村
矢指村（やさしむら）は、千葉県海上郡に存在した村。矢指ヶ浦海水浴場、矢指ヶ浦温泉、旭市立矢指小学校などにその名をとどめる。

## 地理
- 現在の旭市の南部に位置していた。
- 村には九十九里浜があり、太平洋に面している。
- 村のほとんどは平地である。

## 歴史
- 1889年（明治22年）4月1日 - 町村制施行に伴い、以下の村がそれぞれ発足。[1]
  - 浦賀村 ← 椎名内村・椎名内村・野中村・東足洗村・西足洗村
  - 足川村 ← 足川村単独で村制施行
- 1914年（大正3年）12月12日 - 浦賀村と足川村が合併し、改めて浦賀村（うらがむら）を新設。
- 1915年（大正4年）9月12日 - 浦賀村が矢指村に改称。
- 1954年（昭和29年）2月11日 - 旭町、富浦村と合併し、改めて旭町を新設。同日矢指村廃止。

| 1868年 以前 | 1868年 以前 | 明治22年 4月1日 | 大正3年 12月12日 | 大正4年 10月1日 | 昭和29年 | 昭和29年 | 現在 |
| 1868年 以前 | 1868年 以前 | 明治22年 4月1日 | 大正3年 12月12日 | 大正4年 10月1日 | 2月11日  | 7月1日   | 現在 |
| ----------- | ----------- | --------------- | ---------------- | --------------- | -------- | -------- | ---- |
|             | 椎名内村    | 浦賀村          | 浦賀村           | 矢指村 に改称   | 旭町     | 市制     | 旭市 |
|             | 野中村      | 浦賀村          | 浦賀村           | 矢指村 に改称   | 旭町     | 市制     | 旭市 |
|             | 東足洗村    | 浦賀村          | 浦賀村           | 矢指村 に改称   | 旭町     | 市制     | 旭市 |
|             | 西足洗村    | 浦賀村          | 浦賀村           | 矢指村 に改称   | 旭町     | 市制     | 旭市 |
|             | 足川村      | 足川村          | 浦賀村           | 矢指村 に改称   | 旭町     | 市制     | 旭市 |

## 人口・世帯

### 人口
総数 [単位： 人]
| 1915年（大正 4年） | 5,062 |
| 1921年（大正10年） | 4,248 |
| 1929年（昭和 4年） | 4,029 |
| 1953年（昭和28年） | 5,119 |

### 世帯
総数 [単位： 世帯]
| 1921年（大正10年） | 850 |
| 1929年（昭和 4年） | 798 |
| 1953年（昭和28年） | 929 |

## 名所・旧跡・観光スポット
- 矢指ヶ浦温泉
- 矢指ヶ浦海水浴場